# Tones and I

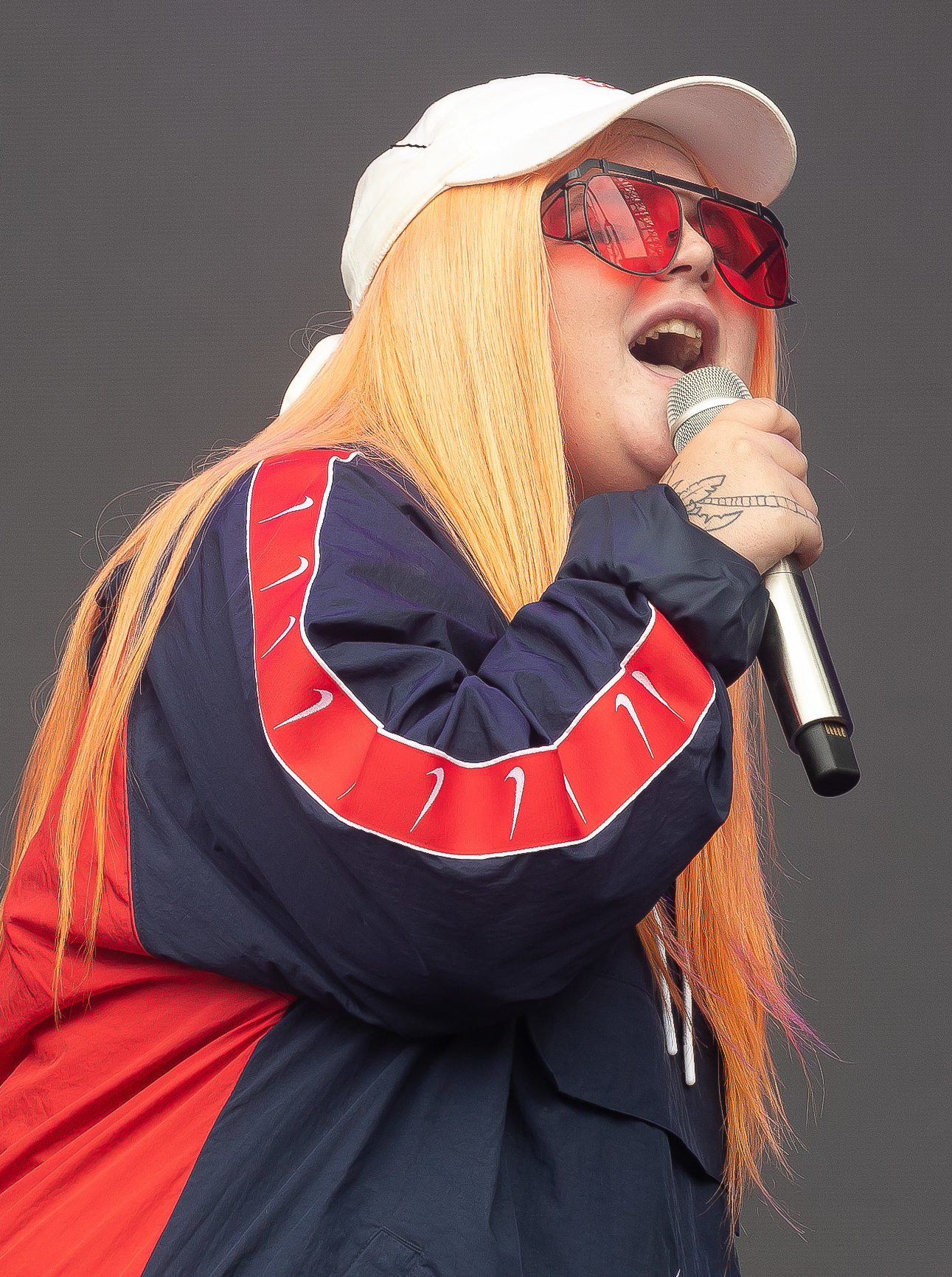
Tones and I auf dem Laneway Festival in Sydney (2020)

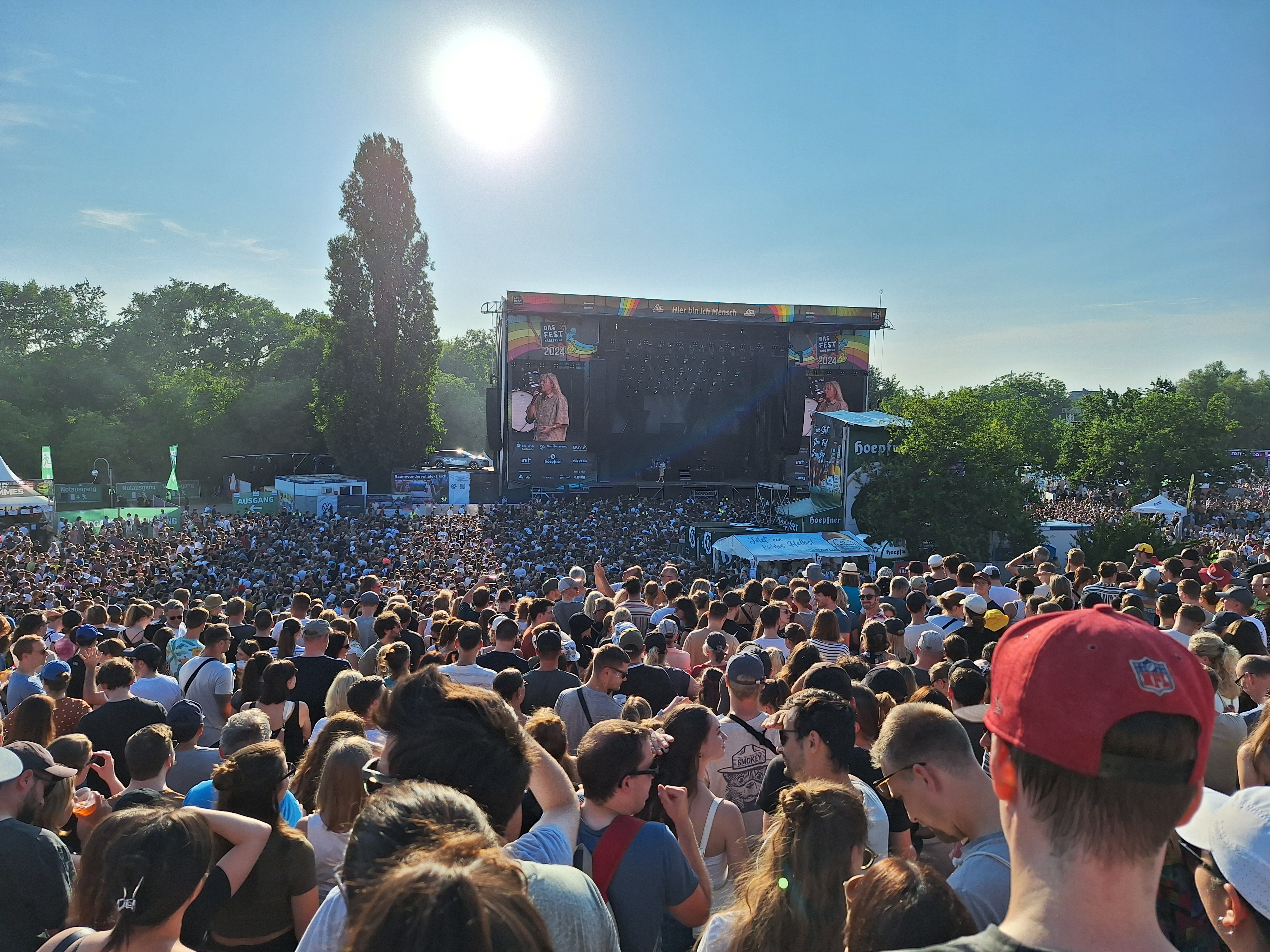
Tones and I bei Das Fest (2024)

Tones and I (* 13. Mai 1993 in Mount Martha, Victoria, bürgerlich Toni Watson) ist eine australische Singer-Songwriterin. Der internationale Durchbruch gelang ihr 2019 mit dem Song Dance Monkey, der in über 30 Ländern auf Platz eins der Charts landete und Stand 2024 zu den am häufigsten gestreamten Songs auf Spotify zählt.

## Leben und Karriere
Watson stammt aus Mornington Peninsula im australischen Bundesstaat Victoria. An der High School lernte sie Keyboard- und Drumpadspielen. Bereits zu dieser Zeit hatte sie unter ihrem bürgerlichen Namen erste Auftritte in ihrer Heimat, unter anderem auf dem Festival Let Go Fest. 2017 erhielt Watson unter dem Künstlernamen Tones and I die Genehmigung zum Straßenmusizieren im Stadtzentrum von Melbourne. Im selben Jahr trat sie auch in Byron Bay auf und entwickelte sich zu einer populären Straßenmusikerin. Sie gab ihren Job im Einzelhandel auf und zog nach Byron Bay. Ende 2018 gewann sie den Wettbewerb der Straßenmusiker auf dem Buskers by the Creek, dem größten Straßenmusik-Festival Australiens.
Im März 2019 veröffentlichte sie ihre Debütsingle Johnny Run Away, die im Mai in die ARIA-Charts einsteigen konnte und Platz 12 erreichte. Auch die beiden Nachfolgesingles Dance Monkey und Never Seen the Rain erreichten sofort nach ihren Veröffentlichungen die Singlecharts. Nach mehreren Live-Auftritten, unter anderem beim Festival Splendour in the Grass, stieg Dance Monkey im August 2019 als erster Song eines australischen Künstlers seit einem Jahr an die Spitze der australischen Single-Charts. Dance Monkey platzierte sich weltweit in den Musikcharts, unter anderem in mehreren skandinavischen Ländern auf der Spitzenposition. Auch in Deutschland, Österreich und der Schweiz erreichte der Song im September 2019 Platz eins der Singlecharts. Im August 2019 veröffentlichte sie ihre Debüt-EP The Kids Are Coming mit sechs Titeln.
Im März 2024 erreichte der Song Dance Monkey als erster Song einer Künstlerin 3 Milliarden Aufrufe auf Spotify und zählte zu den acht meistgestreamten Songs insgesamt.

## Diskografie

### Studioalben
| Jahr | Titel Musiklabel                          | Höchstplatzierung, Gesamtwochen, AuszeichnungChartplatzierungen (Jahr, Titel, Musiklabel, Platzierungen, Wochen, Auszeichnungen, Anmerkungen) | Höchstplatzierung, Gesamtwochen, AuszeichnungChartplatzierungen (Jahr, Titel, Musiklabel, Platzierungen, Wochen, Auszeichnungen, Anmerkungen) | Höchstplatzierung, Gesamtwochen, AuszeichnungChartplatzierungen (Jahr, Titel, Musiklabel, Platzierungen, Wochen, Auszeichnungen, Anmerkungen) | Höchstplatzierung, Gesamtwochen, AuszeichnungChartplatzierungen (Jahr, Titel, Musiklabel, Platzierungen, Wochen, Auszeichnungen, Anmerkungen) | Anmerkungen                                             |
| Jahr | Titel Musiklabel                          | DE | CH | US | AU | Anmerkungen                                             |
| ---- | ----------------------------------------- | --- | --- | --- | --- | ------------------------------------------------------- |
| 2021 | Welcome to the Madhouse Bad Batch Records | DE81 (1 Wo.)DE | CH87 (1 Wo.)CH | US144 (2 Wo.)US | AU1 (5 Wo.)AU | Erstveröffentlichung: 16. Juli 2021 Verkäufe: + 167.500 |
| 2024 | Beautifully Ordinary Bad Batch Records    | — | — | — | AU1 (2 Wo.)AU | Erstveröffentlichung: 2. August 2024                    |

### EPs
| Jahr | Titel Musiklabel                      | Höchstplatzierung, Gesamtwochen, AuszeichnungChartplatzierungen (Jahr, Titel, Musiklabel, Platzierungen, Wochen, Auszeichnungen, Anmerkungen) | Höchstplatzierung, Gesamtwochen, AuszeichnungChartplatzierungen (Jahr, Titel, Musiklabel, Platzierungen, Wochen, Auszeichnungen, Anmerkungen) | Höchstplatzierung, Gesamtwochen, AuszeichnungChartplatzierungen (Jahr, Titel, Musiklabel, Platzierungen, Wochen, Auszeichnungen, Anmerkungen) | Höchstplatzierung, Gesamtwochen, AuszeichnungChartplatzierungen (Jahr, Titel, Musiklabel, Platzierungen, Wochen, Auszeichnungen, Anmerkungen) | Anmerkungen                                               |
| Jahr | Titel Musiklabel                      | AT | CH | US | AU | Anmerkungen                                               |
| ---- | ------------------------------------- | --- | --- | --- | --- | --------------------------------------------------------- |
| 2019 | The Kids Are Coming Bad Batch Records | AT48 (5 Wo.)AT | CH82 (4 Wo.)CH | US30 Gold · (48 Wo.)US | AU3 Platin · (46 Wo.)AU | Erstveröffentlichung: 30. August 2019 Verkäufe: + 750.000 |

### Singles
| Jahr | Titel Album                                                   | Höchstplatzierung, Gesamtwochen, AuszeichnungChartplatzierungen (Jahr, Titel, Album, Platzierungen, Wochen, Auszeichnungen, Anmerkungen) | Höchstplatzierung, Gesamtwochen, AuszeichnungChartplatzierungen (Jahr, Titel, Album, Platzierungen, Wochen, Auszeichnungen, Anmerkungen) | Höchstplatzierung, Gesamtwochen, AuszeichnungChartplatzierungen (Jahr, Titel, Album, Platzierungen, Wochen, Auszeichnungen, Anmerkungen) | Höchstplatzierung, Gesamtwochen, AuszeichnungChartplatzierungen (Jahr, Titel, Album, Platzierungen, Wochen, Auszeichnungen, Anmerkungen) | Höchstplatzierung, Gesamtwochen, AuszeichnungChartplatzierungen (Jahr, Titel, Album, Platzierungen, Wochen, Auszeichnungen, Anmerkungen) | Höchstplatzierung, Gesamtwochen, AuszeichnungChartplatzierungen (Jahr, Titel, Album, Platzierungen, Wochen, Auszeichnungen, Anmerkungen) | Anmerkungen                                                   |
| Jahr | Titel Album                                                   | DE | AT | CH | UK | US | AU | Anmerkungen                                                   |
| ---- | ------------------------------------------------------------- | --- | --- | --- | --- | --- | --- | ------------------------------------------------------------- |
| 2019 | Johnny Run Away The Kids Are Coming                           | — | — | — | — | — | AU12 ×3Dreifachplatin · (23 Wo.)AU | Erstveröffentlichung: 1. März 2019 Verkäufe: + 210.000        |
| 2019 | Dance Monkey The Kids Are Coming                              | DE1 ×7Siebenfachgold · (125 Wo.)DE | AT1 ×7Siebenfachplatin · (106 Wo.)AT | CH1 ×3Dreifachplatin · (145 Wo.)CH | UK1 ×7Siebenfachplatin · (116 Wo.)UK | US4 ×4Vierfachplatin · (36 Wo.)US | AU1 ×1919-fach-Platin · (100 Wo.)AU | Erstveröffentlichung: 10. Mai 2019 Verkäufe: + 16.063.333     |
| 2019 | Never Seen the Rain The Kids Are Coming                       | DE51 (12 Wo.)DE | AT70 Gold · (1 Wo.)AT | CH49 (18 Wo.)CH | UK99 Silber · (2 Wo.)UK | — | AU7 ×6Sechsfachplatin · (42 Wo.)AU | Erstveröffentlichung: 16. Juli 2019 Verkäufe: + 1.045.000     |
| 2020 | Bad Child –                                                   | — | — | CH73 (1 Wo.)CH | — | — | AU15 ×3Dreifachplatin · (15 Wo.)AU | Erstveröffentlichung: 12. März 2020 Verkäufe: + 235.000       |
| 2020 | Ur So F**king Cool Welcome to the Madhouse (Japanese-Edition) | DE37 (14 Wo.)DE | AT21 (15 Wo.)AT | CH93 (1 Wo.)CH | — | — | AU44 Gold · (6 Wo.)AU | Erstveröffentlichung: 29. Mai 2020 Verkäufe: + 35.000         |
| 2020 | Fly Away Welcome to the Madhouse                              | DE44 Gold · (15 Wo.)DE | AT36 Gold · (14 Wo.)AT | CH30 (21 Wo.)CH | UK11 Platin · (22 Wo.)UK | — | AU4 ×3Dreifachplatin · (29 Wo.)AU | Erstveröffentlichung: 13. November 2020 Verkäufe: + 1.315.000 |
| 2021 | Cloudy Day Welcome to the Madhouse                            | — | — | — | — | — | AU31 Platin · (9 Wo.)AU | Erstveröffentlichung: 10. Juni 2021 Verkäufe: + 70.000        |

Weitere Singles
- 2019: The Kids Are Coming (AU: Gold)
- 2020: Can’t Be Happy All the Time
- 2021: Won’t Sleep
- 2024: Dreaming
- 2024: I Get High
- 2024: Wonderful
- 2024: Dance with Me

## Auszeichnungen für Musikverkäufe
| Goldene Schallplatte - Australien - 2021: für das Lied Jimmy - Dänemark - 2020: für das Album The Kids Are Coming - 2023: für die Single Never Seen the Rain - Frankreich - 2025: für die Single Fly Away - Italien - 2024: für die Single Fly Away - Japan - 2022: für das Streaming Dance Monkey - Kanada - 2020: für die Single Never Seen the Rain - 2020: für das Album The Kids Are Coming - Neuseeland - 2024: für das Album Welcome to the Madhouse - Polen - 2021: für die Single Bad Child - 2021: für die Single Never Seen the Rain Platin-Schallplatte - Argentinien - 2020: für die Single Dance Monkey - Belgien - 2020: für die Single Never Seen the Rain - Chile - 2020: für die Single Dance Monkey - Dänemark - 2021: für die Single Fly Away - Frankreich - 2021: für die Single Never Seen the Rain - 2022: für das Album The Kids Are Coming - Polen - 2024: für die Single Fly Away - Südkorea - 2021: für das Streaming von Dance Monkey | 2× Platin-Schallplatte - Kanada - 2022: für das Album Welcome to the Madhouse - Neuseeland - 2021: für die Single Never Seen the Rain - 2022: für das Album The Kids Are Coming - Niederlande - 2019: für die Single Dance Monkey 4× Platin-Schallplatte - Finnland - 2020: für die Single Dance Monkey - Portugal - 2020: für die Single Dance Monkey 5× Platin-Schallplatte - Belgien - 2021: für die Single Dance Monkey - Dänemark - 2024: für die Single Dance Monkey 6× Platin-Schallplatte - Italien - 2021: für die Single Dance Monkey | 7× Platin-Schallplatte - Spanien - 2021: für die Single Dance Monkey 9× Platin-Schallplatte - Neuseeland - 2024: für die Single Dance Monkey 10× Platin-Schallplatte - Irland - 2020: für die Single Dance Monkey Diamantene Schallplatte - Frankreich - 2019: für die Single Dance Monkey - Kanada - 2020: für die Single Dance Monkey - Peru - 2020: für die Single Dance Monkey 2× Diamantene Schallplatte - Brasilien - 2020: für die Single Dance Monkey 4× Diamantene Schallplatte - Polen - 2021: für die Single Dance Monkey |

Anmerkung: Auszeichnungen in Ländern aus den Charttabellen bzw. Chartboxen sind in ebendiesen zu finden.
| Land/RegionAuszeichnungen für Musikverkäufe (Land/Region, Auszeichnungen, Verkäufe, Quellen) | Silber  | Gold       | Platin         | Diamant     | Verkäufe  | Quellen              |
| -------------------------------------------------------------------------------------------- | ------- | ---------- | -------------- | ----------- | --------- | -------------------- |
| Argentinien (CAPIF)                                                                          | —       | —          | Platin1        | —           | 20.000    | Einzelnachweise      |
| Australien (ARIA)                                                                            | —       | 3× Gold3   | 36× Platin36   | —           | 2.625.000 | aria.com.au          |
| Belgien (BRMA)                                                                               | —       | —          | 6× Platin6     | —           | 240.000   | ultratop.be          |
| Brasilien (PMB)                                                                              | —       | —          | —              | 2× Diamant2 | 320.000   | pro-musicabr.org.br  |
| Chile (IFPI)                                                                                 | —       | —          | Platin1        | —           | 200.000   | profovi.cl           |
| Dänemark (IFPI)                                                                              | —       | 3× Gold3   | 6× Platin6     | —           | 595.000   | ifpi.dk              |
| Deutschland (BVMI)                                                                           | —       | 2× Gold2   | 3× Platin3     | —           | 1.600.000 | musikindustrie.de    |
| Finnland (IFPI)                                                                              | —       | —          | 4× Platin4     | —           | 160.000   | Einzelnachweise      |
| Frankreich (SNEP)                                                                            | —       | Gold1      | 2× Platin2     | Diamant1    | 733.333   | snepmusique.com      |
| Irland (IRMA)                                                                                | —       | —          | 10× Platin10   | —           | 150.000   | Einzelnachweise      |
| Italien (FIMI)                                                                               | —       | Gold1      | 6× Platin6     | —           | 470.000   | fimi.it              |
| Japan (RIAJ)                                                                                 | —       | Gold1      | —              | —           | —         | riaj.or.jp           |
| Kanada (MC)                                                                                  | —       | 2× Gold2   | 2× Platin2     | Diamant1    | 1.040.000 | musiccanada.com      |
| Neuseeland (RMNZ)                                                                            | —       | Gold1      | 13× Platin13   | —           | 367.500   | radioscope.co.nz NZ2 |
| Niederlande (NVPI)                                                                           | —       | —          | 2× Platin2     | —           | 160.000   | nvpi.nl              |
| Österreich (IFPI)                                                                            | —       | 2× Gold2   | 7× Platin7     | —           | 240.000   | ifpi.at              |
| Peru (UNIMPRO)                                                                               | —       | —          | —              | Diamant1    | 60.000    | Einzelnachweise      |
| Polen (ZPAV)                                                                                 | —       | 2× Gold2   | Platin1        | 4× Diamant4 | 1.100.000 | olis.pl              |
| Portugal (AFP)                                                                               | —       | —          | 4× Platin4     | —           | 40.000    | Einzelnachweise      |
| Schweiz (IFPI)                                                                               | —       | —          | 3× Platin3     | —           | 60.000    | hitparade.ch         |
| Spanien (Promusicae)                                                                         | —       | —          | 7× Platin7     | —           | 280.000   | elportaldemusica.es  |
| Südkorea (KMCA)                                                                              | —       | —          | Platin1        | —           | —         | circlechart.kr       |
| Vereinigte Staaten (RIAA)                                                                    | —       | Gold1      | 4× Platin4     | —           | 4.500.000 | riaa.com             |
| Vereinigtes Königreich (BPI)                                                                 | Silber1 | —          | 8× Platin8     | —           | 5.000.000 | bpi.co.uk            |
| Insgesamt                                                                                    | Silber1 | 17× Gold17 | 127× Platin127 | 9× Diamant9 |           |                      |